# Erik Poppe
Erik Poppe (født 24. juni 1960 i Oslo) er en norsk filminstruktør og filmfotograf.

## Biografi
Poppe voksede op i Norge og Portugal. Han blev uddannet fotograf fra Oslo i 1982 og arbejdede som fotojournalist for nyhedsbureauet Reuters og avisen VG i perioden 1983 til 1987. Han uddannede sig herefter som filmfotograf ved Dramatiska Institutet i Stockholm frem til 1991. Senere producerede han en række reklamefilm, musikfilm, kortfilm og dokumentarfilm indtil 2003. Sammen med Finn Gjerdrum og Thorleif Hauge startede han filmvirksomheden Paradox Produksjon AS i 1997.
Hans mest berømte arbejder er Oslo Trilogien Schpaaa (1998), Hawaii, Oslo (2004), DeUSYNLIGE (2008), Kongens valg (2016) og Utøya 22. juli (2018).
Poppe blev tildelt Kodak Award på Filmfestivalen i Moskva for Eggs, instrueret af Bent Hamer, i 1994. For Hawaii, Oslo, vandt han Amandaprisen for bedste norske film i 2004. For Kongens valg, vandt han Amandaprisen for blandt andre bedste norske biograffilm.